# Christen Vestbergs og Jørgen Tvedes Stiftelse
Christen Vestbergs og Jørgen Tvedes Stiftelse, Vesterbrogade 144, er oprettet 10. august 1878 af brygger Hans Jørgen Tvede og hustru Birgitte Frederikke Tvede født Vestberg, med det formål ved fribolig eller penge at understøtte dertil værdige mænd og kvinder, som er ligefrem trængende eller for hvem en sådan understøttelse vil være en velkommen og væsentlig hjælp. Stiftelsen bestyres af 9 af legatbestyrelsen valgte medlemmer, der supplerer sig selv.
Bygningen med kælder og 4 stokværk i røde mursten har 8 lejligheder, hvoraf (i 1900) 3 friboliger. Den er opført 1877-78 efter tegninger af C.A.C. Leser, og blev fredet i 1980. Over døren findes et portrætrelief af Hans Jørgen Tvede.